# Devilman Crybaby
Devilman Crybaby (デビルマン・クライベイビー?), estilizada como DEVILMAN crybaby, es una serie de anime basada en el manga Devilman de Gō Nagai. Fue dirigida por Masaaki Yuasa, y escrita por Ichirō Ōkouchi. Fue estrenada el 5 de enero de 2018 y está disponible para su transmisión mundial en Netflix como serie original.
La serie actualiza el escenario original de la década de 1970 al siglo XXI, pero conserva la premisa básica del manga de Nagai, siguiendo a Akira Fudo y su amigo Ryo Asuka mientras se enfrentan a una antigua raza de demonios que buscan destruir a la humanidad. Creyendo que la única manera de derrotar a los demonios es obtener sus poderes, Ryo propone que Akira se una a un demonio; al hacerlo, Akira se transforma en el Diablo titular, ganando los poderes de un demonio pero reteniendo el alma de un humano. Los temas contra la guerra del Devilman original se reinterpretan como una metáfora del fanatismo, en la que se discute la manipulación y la paranoia utilizando la alegoría de los demonios como "el otro". Los temas del anime de la pubertad, la sexualidad, el sexo, el amor y la identidad LGBT se exploraron en el análisis crítico del trabajo, junto con un debate sobre si la perspectiva y el final de la serie son nihilistas.
Los fanes estaban divididos en su respuesta a la opinión de Yuasa sobre el trabajo de Nagai, aunque el anuncio y el lanzamiento de la serie estuvieron entre los más discutidos entre las series de anime lanzadas en 2018; la serie también generó varios memes. Se desconocen sus números de audiencia, ya que Netflix no revela estas cifras, aunque muchos periodistas describieron la serie como un éxito. Los críticos evaluaron Crybaby favorablemente, y algunos lo llamaron una "obra maestra", el mejor anime de Netflix y uno de los mejores animes del año en general y de la década. Aunque la respuesta a su contenido gráfico y su final estaban divididos, se elogiaron su animación, banda sonora, caracterización, personajes abiertamente LGBT y fidelidad al manga original.

## Argumento
El estudiante de secundaria Akira Fudō es informado por su mejor amigo, Ryō Asuka, que una antigua raza de demonios ha regresado para destruir la humanidad. Creyendo que la única forma de derrotar a los demonios es apoderarse de sus poderes, Akira acompaña a Ryō a investigar sobre ello en una fiesta, donde se manifiestan la mayoría de los demonios. Al tener éxito al hacerlo, Akira se transforma en Devilman, poseyendo los poderes de un demonio pero reteniendo el alma y corazón de un humano.
La serie es una adaptación mucho más directa en comparación con trabajos anteriores de la franquicia, cubriendo todo el lapso y eventos del manga. Sin embargo, se realizaron numerosas modificaciones a la trama, tal como desarrollarse en un entorno moderno y las diferentes caracterizaciones de los personajes.

## Personajes
Akira Fudō (不動 明 Fudō Akira?)
Voz por: Kōki Uchiyama Satoshi Yamazaki (joven)
El protagonista principal de la serie; un muchacho amable y excesivamente sensible que es propenso a llorar cuando ve a otros sufriendo. Después de volver a encontrarse con su amigo de la infancia, Ryō, se convierte en Devilman tras ser poseído por Amon, pero este no fue capaz de dominar su corazón, dándole así a Akira el control total de su poderes. La transición de Akira le llevó a adaptar algunos rasgos de la personalidad de Amon, tales como el coraje, astucia y arrogancia, al mismo tiempo que conserva su empatía. A pesar de que inicialmente trabajaba con Ryō para detener a los demonios, Akira es traicionado por este y su identidad es expuesta, lo que lleva a la muerte de sus seres queridos a manos de una muchedumbre. Solo después de conocer la verdadera identidad de Ryō como Satanás y su plan, Akira deja de considerarlo su amigo y va a la guerra con este en un intento de salvar a la humanidad, solo para perecer en la batalla final.
Ryō Asuka (飛鳥 了 Asuka Ryō?)
Voz por: Ayumu Murase, Akira Fujimura (joven)
Un joven prodigio y el mejor amigo de Akira, a quien recluta para exponer la existencia de los demonios al mundo. Frío y calculador, hará lo que considere necesario para lograr sus objetivos y al mismo tiempo protegerá el secreto de Akira. Más adelante se revela que es la reencarnación del antagonista de la serie, Satanás, explicando que su intención de aniquilar a la humanidad y vencer a Dios mientras afirma que convirtió a Akira en Devilman para que puedan vivir juntos en el nuevo mundo. Después de que Akira termina su amistad, Ryō lidera el genocidio de la humanidad y vence fácilmente tanto a las fuerzas de la humanidad como al ejército de Devilman. Ryō finalmente mata a Akira, admitiendo sus sentimientos por este antes de darse cuenta de lo que había hecho y llora su muerte mientras los ángeles bombardean lo que queda en la Tierra.
Miki Makimura (牧村 美樹 Makimura Miki?)
Voz por: Megumi Han
Una popular estrella de carrera y amiga de la infancia de Akira; Miki es una joven de buen corazón que constantemente se preocupa por Akira. Muestra una actitud fuerte e independiente y no tiene miedo de decir lo que piensa. A diferencia de las versiones anteriores del personaje, Miki y su hermano menor son mitad japoneses por parte de madre y mitad caucásicos por parte de padre. A medida que el estado del mundo se vuelve cada vez más sombrío, Miki se convierte en el único rayo de esperanza que motiva a Akira en su batalla contra los demonios. Desafortunadamente, Miki es salvajemente asesinada por un grupo de humanos en busca de sangre de demonio, y la fe de Akira en la humanidad muere con ella.
Miki "Miko" Kuroda (黒田 ミキ Kuroda Miki?)
Voz por: Ami Koshimizu
Una amiga de la infancia de Akira y Miki. Miko ha reprimido sus sentimientos de ira y celos hacia Miki debido a su largo historial de practicar carreras juntas. Estos sentimientos finalmente le permiten seguir siendo ella misma tras ser poseída por un demonio, convirtiéndose en un Devilman. Como Devilman, Miko se volvió lo suficientemente segura de sí misma como para decir abiertamente lo que piensa.
Silene (シレーヌ Shirēnu?)
Voz por: Atsuko Tanaka
Amante de Amon y una de los temidos guerreros de Satanás. Silene es un demonio similar a una arpía que busca venganza contra Akira por subvertir la conciencia de Amon mientras intenta seducirlo con la esperanza de revivir a este último.
Kaim (カイム Kaimu?)
Voz por: Rikiya Koyama
Acompañante de Silene, Kaim investiga la desaparición de Amon y descubre los poderes de Akira. Está enamorado de Silene y expresa abiertamanete sus sentimientos hacia ella, aunque no son correspondidos. A diferencia de la mayoría de los demonios en el ejército de Satanás, Kaim es tranquilo y paciente en la mayoría de las situaciones y desprecia a otros demonios por su falta de control y sed de sangre.
Psycho Jenny (サイコジェニー Saiko Jenī?)
Voz por: Yasuhiro Takato
Un demonio que posee poderes psíquicos que le permitieron estar completamente al tanto de la línea temporal del mundo. Inicialmente, Jenny asumió forma humana para hacerse pasar por la tutora y secretaria de Ryō hasta que estuvo listo para despertar como Satanás, usando sus poderes para completar la transición. Jenny permanece al lado de Ryō hasta que los humanos le asesinaron tras desarrollar medios para protegerse de sus poderes psíquicos.

## Doblaje
| Personaje             | Seiyū Japón                            | Actor de doblaje Hispanoamérica         | Actor de doblaje España               |
| --------------------- | -------------------------------------- | --------------------------------------- | ------------------------------------- |
| Akira Fudō / Devilman | Kōki Uchiyama, Satoshi Yamazaki (niño) | Emilio Treviño, Oliver Díaz (niño)      | Damián Cortés, Chelo Díaz (niño)      |
| Ryō Asuka             | Ayumu Murase, Akira Fujimura (niño)    | Miguel Ángel Leal, Jared Mendoza (niño) | Alejandro Veiga, Beatriz Bravo (niño) |
| Miki Makimura         | Megumi Han                             | Andrea Orozco                           | Luz Tellería                          |
| Miki "Miko" Kuroda    | Ami Koshimizu                          | Valentina Souza                         | Cristal Álvarez Lázare                |
| Moyuru Koda           | Junya Hirano                           | Gerardo Alonso                          | Ramón Castiñeiras                     |
| Koji Nagasaki         | Kenjirō Tsuda                          | Carlo Vázquez                           | Óscar Fernández                       |
| Silene                | Atsuko Tanaka                          | Xóchtil Ugarte                          | Maika Aguado                          |
| Wamu                  | Ken The 390                            | Pascual Meza                            | Sergio Rodríguez-Guisán               |
| Gabi                  | Subaru Kimura                          | Alan Juárez                             | Gaspar González Somoza                |
| Kukun                 | Young Dais                             | Roberto Salguero                        | Gaspar González Somoza                |
| Kaim                  | Rikiya Koyama                          | José Gilberto Vilchis                   | Matías Brea                           |
| Psycho Jenny          | Yasuhiro Takato                        | Luis Fernando Orozco                    | Daniel Lema                           |
| Taro Makimura         | Eri Inagawa                            | José Luis Piedra                        | Beatriz Bravo                         |
| Noel Makimura         | Masato Obara                           | Raúl Anaya                              | Raúl Dans                             |
| Akiko Makimura        | Sayaka Kobayashi                       | Katalina Múzquiz                        | Chelo Díaz                            |

## Episodios
| # | Título                              | Estreno             |
| --- | ----------------------------------- | ------------------- |
| 1 | «Te necesito»                       | 5 de enero de 2018  |
| Ryo, un joven profesor que regresa de hacer una investigación fuera del país, lleva a su ingenuo amigo Akira a una fiesta decadente y demoníaca.                          |                                     |                     |
| 2 | «Una mano es suficiente»            | 5 de enero de 2018  |
| Akira se convierte en un hombre totalmente distinto. Es más fuerte, su apetito es mayor que nunca. Busca a Ryo para que le dé respuestas.                                 |                                     |                     |
| 3 | «¡Créanme!»                         | 12 de enero de 2018 |
| El paparazzi Nagasaki está desesperado porque su editor no le cree. Silene y Kaim descubren lo que le sucedió a Amon, el otro demonio desaparecido.                       |                                     |                     |
| 4 | «Ven, Akira»                        | 19 de enero de 2018 |
| La madre de Akira llama para decir que regresará pronto a casa. Todos quieren verla, pero Ryo le advierte a Akira que no debe confiar en ningún humano.                   |                                     |                     |
| 5 | «Hermosa Silene»                    | 26 de enero de 2018 |
| Silene localiza a Amon con la esperanza de reanimar su lado demoniaco, pero, en la batalla sucesiva, el alma humana de Akira se mantiene fuerte.                          |                                     |                     |
| 6 | «Ni demonio ni humano»              | 5 de marzo de 2018  |
| Ryo planea aprovechar una competición de atletismo para que la gente sepa que Koda es un demonio, y así sembrar miedo y desconfianza entre la sociedad.                   |                                     |                     |
| 7 | «Humanos débiles, demonios astutos» | 12 de marzo de 2018 |
| La humanidad cae en la paranoia y la violencia por miedo a que los demonios se apoderen del mundo. Akira intenta salvar a otros híbridos como él.                         |                                     |                     |
| 8 | «Debo conocerme»                    | 19 de marzo de 2018 |
| Los actos y las motivaciones de Ryo son un misterio para él mismo y desea encontrar respuestas en su pasado. El padre de Miki busca a su esposa e hijo desaparecidos.     |                                     |                     |
| 9 | «Váyanse al infierno, mortales»     | 21 de mayo de 2018  |
| Traicionado y descubierto, Akira corre peligro. Tras recurrir a las redes sociales para defender el lado humano de Akira, Miki y Miko son víctimas de ataques.            |                                     |                     |
| 10 | «Llorón»                            | 28 de mayo de 2018  |
| Presionado por Akira, Ryo desvela la verdad sobre los demonios y sobre sí mismo. Humanos, demonios y los devilman se unen para librar una gran batalla y salvar el mundo. |                                     |                     |

## Producción
Devilman Crybaby está basado en el manga Devilman de Go Nagai. Fue producida como una serie original de Netflix por Aniplex y Nagai's Dynamic Planning, y animada por el estudio de Masaaki Yuasa, Science SARU. Yuasa dirigió el anime, Ichirō Ōkouchi escribió el guion y Eunyoung Choi fue el productor de animación. Ayumi Kurashima fue el diseñador de personajes, mientras que Kiyotaka Oshiyama fue responsable específicamente del diseño del demonio. Aunque Yuasa era un fan del Devilman original, era un proyecto en el que nunca imaginó que trabajaría. Fue Aniplex con quien colaboró en Ping Pong the Animation (2014), el que sugirió una adaptación de Devilman. Yuasa hizo que Crybaby se diera cuenta de que Nagai probablemente estaba restringido en la representación de su contenido sexual y violento al publicar a Devilman en una revista shōnen (jóvenes hombres). El director comentó que los trabajos posteriores de Nagai eran "aún más extremos", por lo que creó Crybaby con la mentalidad de "Si Nagai-sensei hubiera podido hacer lo que le hubiera gustado, habría llegado tan lejos". Yuasa también expresó su deseo de crear una secuela de Crybaby, diciendo que si lo hacía, podría explorar los "diferentes escenarios y formas de contar la historia".

### Escenario
Crybaby actualiza el escenario de la década de 1970 del manga de Nagai en el que se basa en un escenario del siglo XXI. Mientras que el manga presentaba a delincuentes que intimidaban a Akira, el anime utiliza raperos como sustitutos de ellos. Debido a eso, algunos episodios cuentan con secuencias de rap extendidas interpretadas por raperos profesionales. Estas actuaciones de rap funcionan como un tipo de narrador a lo largo de la serie. El director dijo que hizo este cambio porque cree que "los raperos son las personas que hablan de lo que tienen en mente hoy". Cuenta con comentarios realizados a través de mensajes de texto rápidos y redes sociales para explorar la reacción de los humanos a los demonios. Yuasa comentó que las tecnologías y la popularidad de las redes sociales hicieron que la situación del siglo XXI se acercara mucho al escenario violento del manga Devilman, ya que "la gente está mucho más conectada, para bien y para mal". En el lado malo, citó a las personas que les dispararon por un videojuego, la brutalidad policial hacia los afroamericanos, el aumento del nacionalismo en la política y los problemas a los que se culpa a los extranjeros. En el lado bueno, mencionó a las personas que salen como LGBT a través de las redes sociales y una mayor "aceptación de diferentes opiniones y estilos de vida". La serie tiene lugar en un universo en el que existe la serie de televisión Devilman de la década de 1970, su tema aparece como un tono de llamada infantil y el dormitorio de uno de los niños está lleno de objetos de anime Devilman.

### Lanzamiento y mercadería
La serie se anunció por primera vez en marzo de 2017 para celebrar el 50 aniversario de Nagai como creador. En agosto, se lanzó su primer tráiler en el canal de YouTube de Netflix Japón y se reveló que el anime tendría diez episodios. Todos los episodios se lanzaron exclusivamente en Netflix el 5 de enero de 2018 en 90 países o territorios. La serie estuvo disponible en 23 idiomas subtitulados y siete idiomas hablados; los idiomas doblados incluyen inglés, francés, alemán, italiano, portugués brasileño, español estándar y español castellano. El 30 de mayo de 2018, Aniplex Japan lanzó la serie completa en Blu-ray Disc como parte de una "caja completa".  Entre mayo y junio de 2018 se llevó a cabo una exhibición de la serie llamada Sabbath Shibuya en la cadena de tiendas de música japonesa Tower Records entre mayo y junio de 2018. La marca de ropa japonesa Beams produjo moda urbana inspirada en Devilman Crybaby, mientras que Aniplex lanzó estatuas de polipiedra basadas en el anime.

### Música
Kensuke Ushio compuso la música de Devilman Crybaby. El anime presenta "Man Human" de Denki Groove como tema de apertura, mientras que Takkyū to Tabibito interpreta un tema final especial "Konya Dake" (literalmente "Tonight Only") solo para el episodio nueve. Crybaby también incluye un remix del tema principal del anime de la década de 1970, "Devilman no Uta", en una versión interpretada por Avu-chan de Queen Bee como una canción insertada. El rapero Ken the 390, que también apodó al personaje Wamu en la versión japonesa, fue el supervisor de las secuencias de rap de la serie. Su banda sonora original de dos discos y 48 pistas fue lanzada el 10 de enero de 2018 por Aniplex. La caja completa también incluía un CD de Devilman Crybaby Freestyle Rap All Tracks.

## Temas y análisis
Devilman Crybaby está basado en Devilman, cuyo objetivo principal, según Nagai, iba a ser una historia contra la guerra. Como tal, Crybaby es una representación de cómo los humanos pueden ser tan violentos y crueles como los llamados demonios. Heather Alexandra de Kotaku escribió que los demonios son los que realizan acciones violentas al principio, pero que los humanos replican su comportamiento a medida que avanza la historia. Muchos críticos dijeron que la persecución de demonios disfrazados de humanos era una metáfora del fanatismo; por ejemplo, Megan Farokmanseh de The Verge comentó que la serie es una alegoría "sobre el coste de perseguir a aquellos que no entendemos" y atacar a las personas percibidas como diferentes. Alexandra dijo que el pánico que la gente crea sobre los demonios es análogo a las acciones de homofobia, transfobia, racismo u otros momentos en que las personas "ven a [otras] personas como el 'otro'". Mike Toole de Anime News Network comentó que el anime muestra qué tan rápido las personas podrán comunicarse con otras personas "sospechosas o anormales" para proteger a sus propios grupos. Eric Thurm, de The Decider, dijo que la violencia masiva refleja la narrativa contra la guerra y que el "mensaje político" de la serie es un reflejo de la "tendencia de la humanidad hacia la paranoia y la voluntad de volverse contra los demás".
Brittany Vincent escribió para Syfy.com que la serie conduce a una "crisis existencial inevitable", mientras que Michael Pementel de Bloody Disgusting destacó sus "elementos existenciales y emocionales". Alexandra dijo que la serie se esfuerza por reflexionar sobre muchas cuestiones filosóficas, incluso sobre la bondad, el libertinaje y el ser humano. Kallie Plagge de GameSpot lo describió como una meditación sobre el significado de ser humano, mientras que Lynzee Loveridge de Anime News Network escribió que cuestiona si existe o no una línea que separe a la humanidad de la monstruosidad. Rob Salkowitz de Forbes escribió que también explora la religión y la fragilidad de las instituciones sociales. Pementel también discutió el papel de la manipulación en el inicio del frenesí de violencia entre la población. Toole comentó que Crybaby analiza la proliferación de leyendas urbanas y la dificultad que tiene la gente para lidiar con la "conmoción social". Rose Bridges de Anime News Network destacó el papel de los medios de comunicación y la tecnología en el anime, ya que supuestamente deberían unirse pero en cambio facilitar los "impulsos de juicio". También comentó que reflexiona sobre cómo este juicio puede devastar internamente a las personas, lo cual está simbolizado por la aparición de los demonios desde el interior del cuerpo de las personas.
Devilman Crybaby también se interpretó como una alegoría de la pubertad, especialmente de la adolescencia masculina. Toole comentó que los cambios físicos y mentales por los que pasa Akira después de obtener los poderes de Devilman representan metafóricamente la ansiedad durante la pubertad. Vincent dijo que era una historia sobre "el autodescubrimiento y la aceptación de uno mismo", mientras que Allegra Frank de Polygon dijo que la serie muestra "un verdadero amor por los jóvenes". Nick Creamer de Anime News Network lo calificó como una historia "sobre el caos de la pubertad, sobre las luchas con la identidad sexual y el amor no correspondido". James Beckett, también comentó para Anime News Network, que refleja cómo los jóvenes lidian con el sexo, el amor y la identidad propia, y cómo afecta su "sentido de valía". Jacob Chapman, de Anime News Network, dijo que presenta historias de personas que "aprendieron a aceptarse y amarse unos a otros". Bridges comentó que tiene un mensaje positivo para los observadores LGBT, ya que representa "la naturaleza destructiva del armario", al tiempo que muestra que la autoaceptación puede fortalecer a las personas que sufren. El escritor del Japan Times, Matt Schley, declaró que a pesar de ser una adaptación de Devilman de Nagai, se sentía más como un sucesor espiritual de Kemonozume, ya que ambos manejan los temas de identidad, prejuicio, religión y amor desafortunado.
Crybaby presentó el final apocalíptico original del manga, que no aparece en ninguna otra adaptación animada de Devilman. Daryl Surat de Otaku USA lo calificó de nihilista, mientras que Remus Noronha de Collider comentó que "una sensación de inevitabilidad trágica" se presenta a lo largo de toda la serie. Alexandra dijo que el anime muestra el nihilismo del manga, aunque parece exhibir mucha esperanza cerca del final. Chris Person de Kotaku escribió que, a pesar de terminar en una tragedia, no cree que sea apropiado caracterizar a Devilman Crybaby como nihilista "porque tiene un núcleo emocional y una tesis en la que cree firmemente". Frank comentó que las lágrimas de Satanás devastadas por Akira "hacen que un final tan nihilista no se sienta tan totalmente desesperado". El mismo Yuasa comentó sobre este tema, diciendo que Crybaby se centró en el personaje de Ryo. Mientras que Akira está decidido sobre sus acciones de principio a fin, Ryo enfrenta dudas, "cambios internos y luchas al menos". Se conocen de niños y Akira es el único que apoya a Ryo, quien desarrolla sentimientos por él pero no se da cuenta. El papel de Akira es enseñarle algo a Ryo y el punto esencial de la historia "se trata de lo que Ryo aprende al final"; y "al final, se trata de amor".

## Controversia
El 5 de agosto de 2022, el ayuntamiento de Botucatu, Brasil retiró una pintura de la exposición Sucedió en 2022. La pintura se basó en el póster del anime. La prefectura justificó el acto diciendo que el anime se basaba en una obra apta para audiencias maduras, mientras que la pintura era gratuita para todas las edades, además de ser demasiado traumática para que la vieran los niños. Un día después, profesores y estudiantes protestaron, llamando al acto censura. El arte ahora se puede ver en el edificio de la Junta de Educación de Botucatu.